# Eryngium alternatum
Eryngium alternatum  es una especie fanerógama de Eryngium perteneciente a la familia de las apiáceas. 

## Distribución
Es una hierba que se encuentra en México en la Sierra Madre cerca de Chilpancingo, en Guerrero.

## Taxonomía
Eryngium alternatum fue descrita por J.M.Coult. & Rose y publicado en Contributions from the United States National Herbarium 3(5): 298–299. 1895.
Etimología
Eryngium: nombre genérico que probablemente hace referencia a la palabra que recuerda el erizo: "Erinaceus" (especialmente desde el griego "erungion" = "ción"), sino que también podría derivar de "eruma" (= protección), en referencia a la espinosa hojas de las plantas de este tipo.
alternatum: epíteto latino que significa "alterno".